# تور جمعه صورتی
تور جمعه صورتی (انگلیسی: Pink Friday Tour) نخستین تور کنسرت توسط خواننده رپ اهل ایالات متحده آمریکا نیکی میناژ بود. این تور برای پشتیبانی از دومین آلبوم خود، جمعه صورتی: نسخه جدید رومن افتتاح شد. این تور در ۱۶ مه ۲۰۱۲ در سیدنی آغاز شد و در ۱۴ اوت ۲۰۱۲ پس از ۴۴ نمایش کنسرت در نیویورک به پایان رسید.